# Eugeniusz (Bołchowitinow)

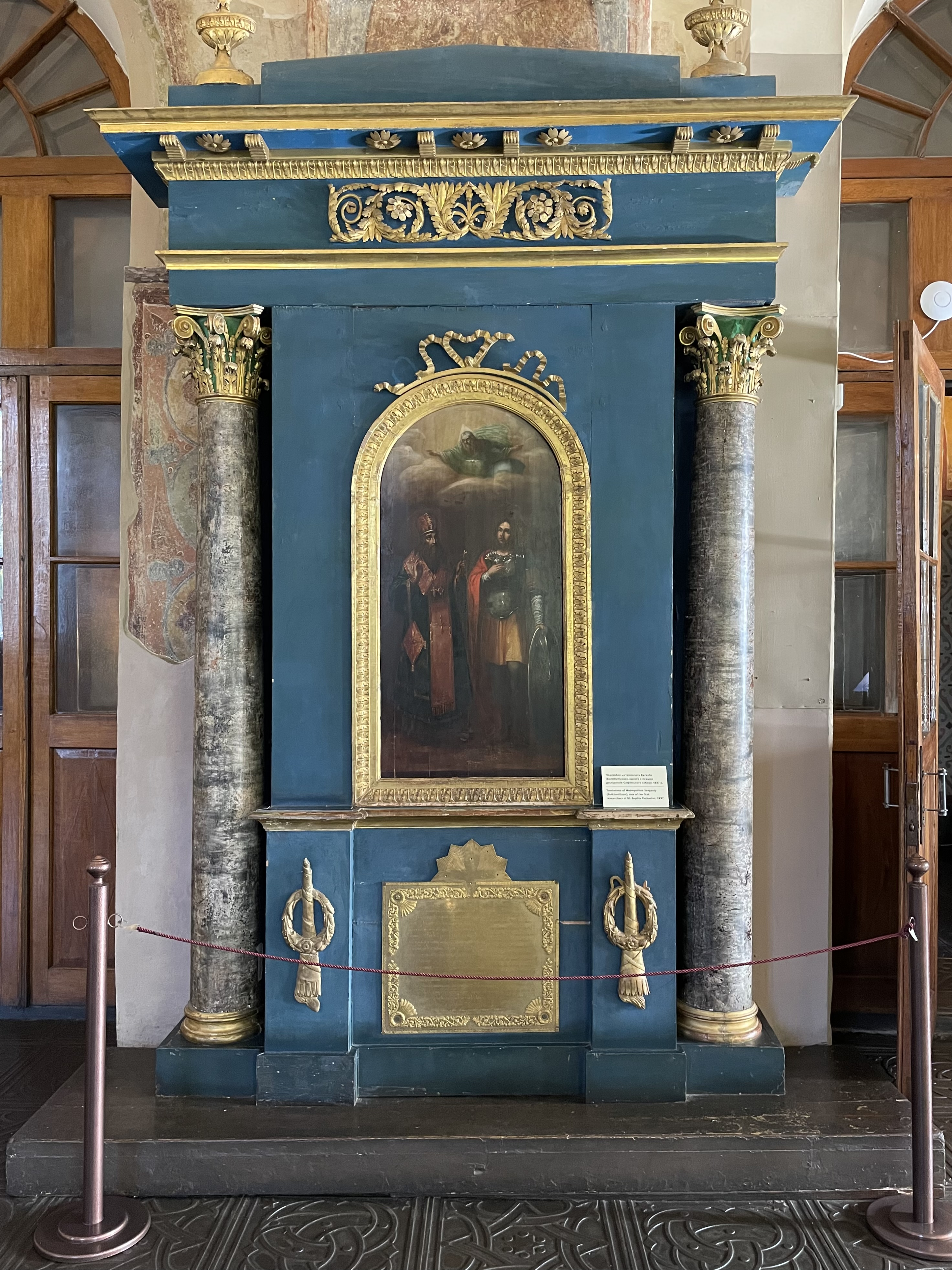

Eugeniusz, imię świeckie: Jewfimij Aleksiejewicz Bołchowitinow (ur. 7 grudnia?/18 grudnia 1767, zm. 11 lutego?/23 lutego 1837) – rosyjski biskup prawosławny.

## Życiorys
Ukończył seminarium duchowne w Woroneżu i jako najlepszy absolwent w swoim roczniku otrzymał stypendium na naukę w Słowiańsko-Grecko-Łacińskiej Akademii w Moskwie. Równocześnie uczęszczał na wykłady Uniwersytetu Moskiewskiego. W 1793, jako mężczyzna żonaty, przyjął w Woroneżu święcenia kapłańskie. Od 1796 był prefektem seminarium duchownego w Woroneżu.
W 1798 zmarła trójka jego dzieci, zaś rok później także żona. Wydarzenia te skłoniły go do złożenia ślubów mniszych. Od 1800 do 1802 był przełożonym monasteru Trójcy Świętej w Zielencu. Następnie przez dwa lata kierował Nadmorską Pustelnią Trójcy Świętej i św. Sergiusza.
17 stycznia 1804 miała miejsce jego chirotonia na biskupa starorusskiego, wikariusza eparchii nowogrodzkiej, petersburskiej, estońskiej i fińskiej. W 1808 przeniesiony na katedrę wołogodzką. Od 1813 do 1816 był biskupem kałuskim. W 1816, w momencie przeniesienia do eparchii pskowskiej, został podniesiony do godności arcybiskupiej. W 1822 został arcybiskupem kijowskim. Jeszcze w tym samym roku otrzymał godność metropolity kijowskiego i halickiego, którą sprawował do śmierci. Pracę duszpasterską łączył z działalnością naukową w dziedzinie teologii.
Sprzeciwiał się sugerowanej przez Mikołaja I reformie seminariów i parafii Rosyjskiego Kościoła Prawosławnego. Równocześnie sugerował przyznanie najbiedniejszym wiejskim placówkom duszpasterskim państwowych subsydiów (do 350 rubli). Negatywnie odnosił się do koncepcji przyznania duchownym stałych pensji w miejsce wynagrodzeń za odprawiane nabożeństwa i obrzędy.
Członek rosyjskich towarzystw naukowych i badawczych. W 1827 obronił pracę doktorską w dziedzinie filozofii. Wolnomularz.